# Џини Холдер
Џини Холдер (енгл. Ginny Holder; Лондон) је британска глумица. Холдерова је најпознатија по улози официрке Дарлин Кертис у крими-драмедији Смрт у рају.